# Darren Barr
Darren Barr (* 17. März 1985 in Glasgow) ist ein schottischer Fußballspieler, der beim schottischen Verein Annan Athletic unter Vertrag steht.

## Sportlicher Werdegang
Am 12. Juli 2002 unterschrieb Darren Barr einen Vertrag beim FC Falkirk. Er erzielte für Falkirk in 93 Spielen neun Tore. 2005 wurde er an Forfar Athletic verliehen.
Im Dezember 2006 wurde Barr zum Young Player of the Month gekürt, im April 2008 zum Spieler des Monats. 2010 unterschrieb er einen Vertrag bei Heart of Midlothian.
Am 20. August 2008 absolvierte er sein erstes Länderspiel für die schottische Nationalmannschaft. Er ist damit seit John White (1959) der erste Nationalspieler aus den Reihen Fallkirks.

## Erfolge
- SFL Challenge Cup: 2004